# Phlebotomus stantoni
Phlebotomus stantoni är en tvåvingeart som beskrevs av Robert Newstead 1914. Phlebotomus stantoni ingår i släktet Phlebotomus och familjen fjärilsmyggor. Inga underarter finns listade i Catalogue of Life.